# أكسل كيلر
أكسل كيلر (بالألمانية: Axel Keller) (25 مارس 1977 كيمنتس ألمانيا - ) هو لاعب كرة قدم ألماني يلعب كحارس مرمى.

## وصلات خارجية
أكسل كيلر على موقع قاعدة بيانات كرة القدم.إي يو (الإنجليزية)
- أكسل كيلر على موقع بيانات كرة القدم. دي إي (الألمانية)
- أكسل كيلر على موقع عالم كرة القدم.نت (الإنجليزية)